# Brian Johnson
Brian Johnson (Dunston, Tyne i Wear, Anglaterra, 5 d'octubre de 1947) és cantant d'AC/DC i prèviament de Geordie. El seu primer àlbum com a vocalista d'AC/DC va ser "Back in Black".
Tenia una veu innovadora en les bandes de rock d'aquella època. Està situat en el lloc Núm. 39 en la llista dels 100 millors vocalistes de "Metall" de tots els temps de la revista Hit Parader.
Va ser camioner d'ofici, i les seves majors influències van ser Joe Cake i Ray Charles. És molt coneguda la seva afició a les carreres de cotxes. En més d'una ocasió ha disputat alguna carrera amb el seu bòlid.

## Discografia
Amb Geordie
- 1972: Don't Do That / Francis Was a Rocker (Single)
- 1973: Can You Do it / Red Eyed Lady (Single)
- 1973: Electric Lady / Geordie Stomp (Single)
- 1973: Black Cat Woman / Geordie's lost his Liggy (Single)
- 1973: Hope You Like it
- 1974: Masters of Rock
- 1975: Don't Be Fooled by the Name
- 1976: Save the World

Amb AC/DC
- 1980: Back in Black
- 1981: For Those About to Rock
- 1983: Flick of the Switch
- 1985: Fly on the Wall
- 1986: Who Made Who (Banda Sonora De Maximum Overdrive)
- 1988: Blow Up Your Video
- 1990: The Razors Edge
- 1992: AC/DC LIVE
- 1992: AC/DC LIVE (2 CDs)
- 1995: Ballbreaker
- 1997: Bonfire (DVD)
- 2000: Stiff Upper Lip
- 2007: I'm the Highway
- 2008: Black Ice
- 2010: AC/DC: Iron Man 2